# Bat Boy: The Musical
Bat Boy: The Musical és un musical rock nord-americà amb un llibret de Keythe Farley i Brian Flemming i música i lletra deLaurence O'Keefe, basat en un relat aparegut al Weekly World News del 23 de juny de 1992 sobre un mig noi, mig rap-penat, batejat com "Bat Boy", que va créixer vivint en una cova.
Bat Boy va ser estrenada al Actors Gang Theatre el 1997 i des de llavors s'ha produït al Off-Broadway, al West End londinenc, al Festival d'Edimburg i en desenes de produccions de tot el món.

## Historial de producció
Bat Boy: The Musical va ser desenvolupat al Directors Company i estrenada al Actors Gang Theatre de Tim Robbins el 31 d'octubre de 1997, dirigida per Keythe Farley i coreografia de Derick LaSalla. El repartiment va comptar amb Deven May com a Bat Boy i Kaitlin Hopkins com Meredith Parker.
El musical es va estrenar al Union Square Theatre de l'off-Broadway el 21 de març de 2001 i es va tancar el 2 de desembre de 2001. Produït per Michael Alden i dirigit per Scott Schwartz, amb coreografia de Christopher Gattelli, el repartiment va comptar de nou amb Deven May com Bat Boy i Kaitlin Hopkins com Meredith, Sean McCourt com el Dr. Thomas Parker, Kerry Butler com Shelley Parker, Kathy Brier com Maggie/Ron Taylor, Daria Hardeman com Ruthie Taylor/Ned, Trent Armand Kendall com el Rev. Hightower/Sra. Taylor/Roy/Institut Man, Jim Price com Bud/Daisy/Pan, Richard Pruitt com el Sheriff i Doug Storm com Rick Taylor/Lorraine. Entre els suplents estaven John Treacy Egan, Stephanie Kurtzuba i JP Potter. Raquela Burt originalment va interpretar a Ruthie Taylor/Ned, però va haver d'abandonar-se del programa a causa d'una malaltia.
El musical es va estrenar al West End al Shaftesbury Theatre el 8 de setembre del 2004 i va transcórrer fins al 15 de gener del 2005. Va tornar a estar protagonitzat per Deven May com a Bat Boy, juntament amb Rebecca Vere com Meredith, Johnny Barr com el Dr. Parker i Emma Williams com. Shelley. Anteriorment s'havia representat al 
West Yorkshire Playhouse.
Va entrar al teatre regional el 2002 començant amb el Phoenix Theatre a Indianapolis, seguit pel New Line Theatre de St. Louis, MO el 2003 i el 2006. Actualment els drets de rendiment són administrats per Dramatists Play Service, Inc.
El 2020, el cineasta independent Randy Swilley va manifestar el seu interès per adaptar el musical com a sèrie web (ja s'ha iniciat la preproducció).

## Rereforns
La història de la revista Weekly World News del 1992 sobre el Bat Boy, un ésser mig noi, mig ratpenat que es trobava en una cova va inspirar els escriptors Keythe Farley i Brian Flemming per escriure una adaptació escènica. A ells se'ls va unir el compositor/lletrista nord-americana Laurence O'Keefe i la seva primera producció es va estrenar pel Halloween de 1997.
La posterior producció de Londres va introduir canvis importants en el guió i la partitura, inclosa la substitució de la cançó "Inside Your Heart" per "Mine, All Mine".
El musical difereix en alguns dels seus detalls argumentals del retrat que la Weekly World News va fer del de Bat Boy. En el musical, Bat Boy aprèn a parlar de la seva família adoptiva, anhela l'acceptació i intenta unir-se a la societat, només per enfrontar-se a l'odi i la violència d'un poble que el tem i fa ràbia gelosa del seu pare acollidor.
El llibret tracta temes seriosos (com la hipocresia, l'acceptació, el perdó, el racisme, la venjança i la recerca d'un cap de turc), però sovint punxa els moments més greus amb slapstick, surrealisme, horror de camp i ironia. L'espectacle també conté temes religiosos amb al·lusions bíbliques, com la cita del Salm 23 i el Gènesi Gn 9:4 a l'escena 9. L'acte II comença amb una reunió de carpa de renaixement religiós amb un sanador de fe .
La partitura va ser interpretada per una banda de cinc peces de guitarra, dos teclats, baix i bateria, però l'àlbum de repartiment original (RCA Records) conté set instruments addicionals (violoncel, flauta, clarinet, oboè, trompa francesa, trompeta, trombó). La música abasta molts estils, des del rock fins al rap fins a l'òpera i el cinema de terror. El musical va ser interpretat per un repartiment de deu actors, amb sis homes i quatre dones interpretant tots els papers.

## Sinopsi

### Acte I
A la ciutat fictícia de Hope Falls, West Virginia, tres espeleistes adolescents ; Ron, Rick i Ruthie Taylor descobreixen el Bat Boy, una criatura humanoide deformada. Bat Boy ataca Ruthie i és capturat per Rick i Ron ("Hold Me Bat Boy").
Ruthie és portada a l'hospital i el Bat Boy es posa a l'atenció del Sheriff Reynolds, que el porta a la llar del veterinari local doctor Parker. Meredith, l'esposa de Parker, accepta quedar-se'l (“Christian Charity”).
Shelley, la filla adolescent dels Parker, mostra rebuig per Bat Boy i enfurismada pels seus crits constants, però Meredith el compadeix i el cristianitza amb un nou nom; Edgar (“Ugly Boy”). Rick Taylor, el xicot de Shelley, arriba i, enfuriat per la presència d'Edgar, amenaça de matar-lo amb un ganivet (“Whatcha Wanna Do?”). Això molesta Shelley i Meredith que marxen Rick. Meredith intenta reconfortar Edgar ("A Home For You").
Mentrestant, l'alcalde de Hope Falls i els ramaders locals estan preocupats pel seu bestiar que mor de manera inexplicable. Els rumors del descobriment d'un Bat Boy els van portar a creure que hauria d'estar predant sobre el bestiar (“Another Dead Cow”).
El doctor Parker torna a casa i està a punt d'eutanitzar Edgar quan intervé Meredith. Meredith suplica a Parker que no mati a Edgar i aquest consentiment quan ella accepta dormir amb ell. Parker celebra el que veu com una reacció en el seu matrimoni fallit i alimenta Edgar amb sang d'animals ("Dance With Me Darling").
A l'hospital, Ruthie delira per les seves ferides, però la seva mare promet que el Sheriff matarà el noi del Bat Boy o serà acomiadat (“Mrs. Taylor's Lullaby”).
Amb l'ajuda de la docència del pacient de Meredith i les aportacions secretes de sang del doctor Parker, Edgar aprèn a parlar, etiqueta i com vestir i obté un diploma d'equivalència de secundària ("Show You A Thing or Two").
L'ajuntament demana que el doctor Parker eviti que Edgar assisteixi a la propera reunió de revifalla. Parker protesta, insistint que Edgar no és una amenaça per a ningú, però es pressionat a dir que Edgar no assistirà a la revifalla (“Christian Charity (Reprise)”)
Edgar suplica als Parkers que el deixin anar al revival (“A Home For You (Reprise)”) i Meredith acabarà tornant. Incensat per Meredith a desvirtuar la seva paraula, el doctor Parker la va agafar agressivament i Edgar l'ataca instintivament. Meredith corre a consolar Edgar sobre el seu marit, deixant a Parker humiliat i furiós. Parker comença a idear una manera de destruir Edgar i salvar el seu matrimoni amb Meredith; embruta un Edgar famolenc amb un conill viu i Edgar lluita amb les seves ganes de matar. Així com sembla que Edgar supera la fam, Parker trau sang del conill i Edgar se la menja. Parker dona a Ruthie Taylor una injecció letal a la seva habitació de l'hospital, amb la intenció de culpar la seva mort a Edgar (“Comfort and Joy”).

### Acte II
A la reunió, el reverend Hightower ofereix un alè de fe (“A Joyful Noise”). Meredith, Shelley i Edgar arriben i Edgar es voluntari per a la guarició de la fe. La ciutat està disgustada per la seva presència, però Edgar els insta a acceptar-lo (“Let Me Walk Among You”). Els ciutadans del municipi són guanyats per l'eloqüència i el civisme d'Edgar i l'abracen (“A Joyful Noise (Reprise)”).
El doctor Parker arriba i revela que Ruthie ha mort, culpant la seva mort a Edgar. Els pobles estan furiosos i, una vegada més, encenen Edgar. Edgar ataca a Rick Taylor; El doctor Parker li administra a Rick amb una injecció letal mentre pretén atendre les ferides com a la prova de que Edgar és perillós. Els habitants de la ciutat formen una multitud, dirigida per Parker, i persegueixen a Edgar cap al bosc.
Al bosc, Shelley i Meredith busquen Edgar. Juntes decideixen que fugiran de Hope Falls i del doctor Parker. Shelley diu a Meredith que està enamorada d'Edgar i la resposta horrorosa de Meredith fa que Shelley s'escapi més profundament al bosc (“Three Bedroom House”). Allà es troba amb Edgar i els dos es reconforten i es confessen el seu amor l'un per l'altre. El déu grec de la natura Pan arriba a presidir la unió d'Edgar i Shelley, amb l'ajut de les criatures boscoses (“Children, Children”).
Ron Taylor, decidit a venjar-se del seu germà i la seva germana, busca l'Edgar a l'escorxador. La multitud es va equivocar del soroll que provenia de l'escorxador com a mostra de la presència d'Edgar i la senyora Taylor va incendia l'escorxador, cremant involuntàriament al seu fill restant. El Sherif demana al doctor Parker que aplaqui a la multitud, però, en canvi, els assota en un frenètic sanguinari i es reprèn la cerca d'Edgar (“More Blood/Kill The Bat Boy!”).
De tornada al bosc, Edgar té fam de sang i suplica a Shelley que el deixi per la seva pròpia seguretat. En lloc d'això, Shelley li ofereix al braç a Edgar per a que s'alimenti ("Inside Your Heart"). Tan bon punt està a punt de mossegar, arriba Meredith i li revela que és la mare d'Edgar.
Vençut amb pena i vergonya Edgar mata una vaca i fuig cap a la cova on va ser descoberta. Edgar es mostra encomanat per la traïció del doctor Parker i l'engany de Meredith, Edgar es compromet a matar la parella i a abraçar la seva bèstia interior (“Apology To A Cow”).
La munió arriba a la cova, igual que Parker i Meredith. Junts revelen al poble que Edgar va ser el resultat d'un experiment fallit; un jove Parker va vessar accidentalment un prototip de feromona a Meredith cosa que va fer que s'enfadés i la violés sexualment. Quan Meredith corria cap a casa amb llàgrimes, la feromona va atraure també una colònia de ratpenats que la van violar. Nou mesos després va donar a llum Shelley i Edgar. Rebutjant la deformitat d'Edgar, Meredith va demanar a Parker que el matés, però no va poder i el va deixar a la boca de la cova on els Bat Boys el van adoptar.
Edgar suplica a Parker que el mati, però no pot; així que Edgar revela que dormia amb Shelley. Furiós i atabalat amb pena, Parker es fa un tall a la gola i fa que Edgar salti sobre ell i s'alimenti, mentre que Parker el colpeja a l'esquena. Meredith intenta intervenir, però també és apunyalada i els tres cauen a terra, morts ("Final: I Imagine You You're Upset / I Not Not A Boy").
Després, Shelley i el poble reflexionen sobre el conte i les lliçons que han après (“Hold Me Bat Boy (Reprise)”).

## Personatges
- Bat Boy – També referit com "Edgar." Un bat boy.
- Meredith Parker – Muller de Thomas.
- Thomas Parker - També referit com "Doctor Parker." El veterinari de la ciutat. Marit de Meredith.
- Shelley Parker - la filla rebel de Thomas i Meredith. Nòvia de Rick. S'enamora d'Edgar.
- Sheriff Reynolds - El Sherif local, presentant-se a la reelecció. De vegades es dobla com a Delia.
- Rick Taylor - un adolescent espantós i inquietant. Germà de Ron i Ruthie, fill de la senyora Taylor. Nòvio de Shelley. Normalment es dobla com a Lorena i el Sr. Dillon.
- Ron Taylor: un adolescent brutal. Germà de Rick i Ruthie, fill de la senyora Taylor. Generalment es dobla com Maggie.
- Ruthie Taylor: una adolescent espantosa. La més jove dels tres. Germana de Rick i Ron, filla de la senyora Taylor. Normalment es dobla com Ned.
- Mrs Taylor: una mare sobreprotectora i agressiva. Mare de Rick, Ron i Ruthie. Generalment es dobla com a Reverend Hightower, Roy i Home de l'institut.
- Lorraine - Una dona del poble. Generalment es dobla com a Rick i Mr. Dillon.
- Delia - Una dona del poble. De vegades es dobla com a Sheriff.
- Maggie – Batlle de Hope Falls. Generalment es dobla com a Ron.
- Daisy - Una dona del poble. Generalment es dobla com a Bud i Pan.
- Mr. Dillon - Un ramader. De vegades es dobla com a Lorraine i Rick.
- Bud - Un ramader. Generalment es dobla com a Pan i Daisy.
- Ned - Un ramader. Generalment es dobla com a Ruthie.
- Roy - Un home del poble. Habitualment es dobla com a Mrs. Taylor i Rev. Hightower.
- Clem - Un home del poble. Habitualment es dobla com a Ron i Maggie.
- Reverend Billy Hightower – Un predicador. Generalment es dobla com a Mrs. Taylor i Roy.
- Pan – El sàtir/déu de la naturalesa grec. Generalment es dobla com a Bud i Daisy.
- Un metge Doctor - Generalment es dobla com a Bud, Daisy i Pan.
- Home de l'institut - Generalment es dobla com a Mrs. Taylor, Roy i Rev. Hightower.
- Cors – cantants/ballarins, gent del poble addicional

### Doblatges
El musical està escrit per a un repartiment de deu persones per interpretar els vint-i-dos papers. Llevat dels actors interpretant Bat Boy, Meredith, Dr. Parker i Shelley, cada membre del repartiment interpreta diversos papers, incloent almenys un de l'altre gènere. El desglossament del repartiment sol ser així:
- Sheriff Reynolds / Delia (actor masculí)
- Rick Taylor / Lorraine / Sr. Dillon (actor masculí)
- Ron Taylor / Maggie / Clem (actor femení)
- Ruthie Taylor / Ned (actor femení)
- Taylor / Roy / Reverendi Billy Hightower / Home de l'institut (actor masculí)
- Margarida / Bud / Pan / Doctor (actor masculí)

## Cançons
| - 1. Overture - 1a. The Cave - 2. Hold Me, Bat Boy* - Company - 2a. Living Room Cue - 3. Christian Charity* - Sheriff, Meredith, and Shelly - 4. Ugly Boy* - Shelly - 5. Whatcha Wanna Do?* - Rick i Shelly - 6. A Home for You* - Meredith i Bat Boy - 7. Another Dead Cow* - Companyia - 8. Dance With Me, Darling* - Dr. Parker - 9. Mrs. Taylor's Lullaby* - Mrs. Taylor - 10. Show You a Thing or Two* - Meredith, Shelly, Bat Boy, Dr. Parker i Companyia - 11. Christian Charity (reprise)* - Sheriff, Dr. Parker i Companyia - 12. maig I Have This Dance? - 13. A Home for You (reprise)* - Bat Boy - 14. Parker's Epiphany - Dr. Parker - 15. Comfort and Joy* - Dr. Parker, Meredith, Shelly, Bat Boy, Sheriff i Companyia - 15a. Comfort and Joy (part II)* - Dr. Parker, Meredith, Shelly, Bat Boy, Sheriff i Companyia | - 16. A Joyful Noise* - Reverend Hightower i Companyia - 16a. Come on Down! - 17. Let Me Walk Among You* - Bat Boy - 18. A Joyful Noise (reprise)* - Reverend Hightower i Companyia - 18a. A Joyful Noise (playoff) - Reverend Hightower i Companyia - 19. All Hell Breaks Loose - Companyia - 20. Stop the Bat Boy! - Companyia - 21. Three Bedroom House* - Meredith i Shelly - 21a. Babe in the Woods - 22. Children, Children* - Pan i Companyia - 22a. Burn, You Freak, Burn - 23. More Blood/Kill the Bat Boy! - Companyia - 24. Inside Your Heart* - Bat Boy i Shelly - 25. Is All That You Taught Me a Lie? - 26. Apology to a Cow* - Bat Boy - 26a. Hello, Father - 27. Revelations - 28. Finale: I Imagine You're Upset* - Bat Boy, Shelly i Companyia - 28a. Finale: I Am Not a Boy* - Bat Boy - 29. Finale: Hold Me, Bat Boy* - Shelly i Companyia - 30. Bows - 1opt. Optional Overture |

*Apareix a la gravació de repartiment original.
"More Blood/Kill the Bat Boy!" està inclosa a la gravació de repartiment original de Londres. Per a la producció i el repartiment de repartiment del West End, "Inside Your Heart" es substitueix per "Mine, All Mine", i "Ugly Boy" / "Whatcha Wanna Do?" se substitueixen per una cançó anomenada "Hey Freak". Aquesta gravació comença amb la part final del diàleg abans (i segueix amb) "Hold Me, Bat Boy". Està subratllada per una part de la cançó "The Cave". La pista es titula "Dude! What is It?".

## Premis i recepció crítica
Bat Boy: The Musical va guanyar el premi al millor musical de l'Off-Broadway, inclòs el Premi Lucille Lortel Award, dos premis Richard Rodgers de l'Acadèmia Americana de les Arts i les Lletres i el premi Outer Critics Circle el 2001. Produccions regionals de Bat Boy han estat nominades i premiades, inclòs el Elliot Norton Award 2003 (Boston, Massachusetts). i els Ovation Awards de 1998 (Los Angeles).
La producció de l'Off-Broadway va rebre crítiques molt positives. La crítica del The New York Times va afirmar: "És notable el que la intel·ligència [d'aquest espectacle] pot aconseguir". John Lahr del The New Yorker el va anomenar "un cop rialles culte" i "l'únic joc en la història de teatre del qual heroi acaba el primer acte amb un conill a la boca, i que es mou durant el segon acte cap a tota una vaca. Curtain-Up celebrava: "La partitura pop-rock melòdica i melòdica de Laurence O'Keefe ... interpretada per un combo de cinc peces". Deven maig va rebre el premi Theatre World per la seva actuació.
Les crítiques a West End van ser menys positives. La crítica de Curtain Up assenyala: "... tret que Bat Boy The Musical reuneixi un públic culte, em temo que no es mantindrà. Els crítics del diari de vegades s'equivoquen ... però han estat menys amables amb Bat Boy que els virginians occidentals retratats ho són al musical." La posterior producció esgotada del Festival d'Edimburg del 2006 de la puntuació revisada usada al West End va rebre crítiques molt positives, molts suggerint que l'espectacle s'adaptava a aquest estil més reduït.